# Hana Janků
Hana Janků, rozená Hana Svobodová (25. října 1940, Brno – 28. dubna 1995, Vídeň) byla česká operní pěvkyně – sopranistka. Byla členkou opery Janáčkova divadla v Brně v letech 1959–1973. Působila na scénách nejslavnějších operních domů v Miláně, Drážďanech, Bratislavě, Praze. Po emigraci pak ve Vídni, Düsseldorfu, v Západním Berlíně, Bruselu, Florencii, Stuttgartu, Mnichově, Londýně i San Franciscu.

## Profesní kariéra
Zpěv studovala u Hedviky Ryšánkové na Základní škole Jaroslava Kvapila v Brně. Po absolventském celovečerním koncertu, který se konal v Besedním domě v Brně se stala nakrátko členkou brněnského operního sboru, ale už v prosinci 1959 dostala smlouvu sólistickou. Byla přijata do angažmá v dvaceti letech.
V letech 1967 až 1969 byla v angažmá milánské La Scaly. Od roku 1970 trvale žila v emigraci v zahraničí.

## Diskografie
- Hana Janků Operní recitál, vydal Český rozhlas, Radioservis 2016[2]